# Список сохранившихся произведений классической латинской литературы
Список включает сохранившиеся произведения классической латинской литературы (от её возникновения до падения Западной Римской империи). Включена и нехудожественная литература, но не эпиграфика.
Произведения, сохранившиеся только во фрагментах (пусть и значительных), либо имеющие совсем незначительный объём, в данный список не включаются.
См. также:
- Список сохранившихся произведений классической древнегреческой литературы
- Список латинских писателей раннего Средневековья
- Список книжных утрат поздней Античности и Тёмных веков

## Период республики
Сохранились сочинения 12 авторов, не считая анонимных, всего 135 книг Цицерона и 69 книг других авторов, включая около 37 тыс. стихотворных строк.

### Поэзия и драматургия
- Катулл (Гай Валерий Катулл). 84? до н. э., Верона — 54? до н. э., Рим? Лирический поэт.
  - Сборник лирики (в 3 книгах, 113 стихотворений, 2285 строк).
- Лукреций (Тит Лукреций Кар). 98-55 или 96-53 до н. э. Сохранилась единственная философская поэма.
  - «О природе вещей» (De rerum natura) (6 книг, 7415 строк).
- Плавт (Тит Макций Плавт). Около 254 до н. э., Сарсина (Умбрия) — 184 до н. э., Рим. Драматург. Сохранилось 19 комедий и 1 трагикомедия (в них 21225 строк).
  - «Амфитрион» (Amphitruo). Трагикомедия. 1146 строк.
  - «Ослы» (Asinaria). 947 строк.
  - «Клад» (Aulularia). 833 строки (конец утрачен).
  - «Вакхиды» (Bacchides). 1211 строк.
  - «Пленники» (Captivi). 1037 строк.
  - «Касина» (Casina). 1020 строк.
  - «Шкатулка» (Cistellaria). 787 строк (есть лакуны в тексте).
  - «Куркулион» (Curculio). 729 строк.
  - «Эпидик» (Epidicus). 733 строки.
  - «Два Менехма» (Menaechmi). 1162 строки.
  - «Купец» (Mercator). 1025 строк.
  - «Хвастливый воин» (Miles gloriosus). 1439 строк.
  - «Привидение» (Mostellaria). 1181 строка.
  - «Перс» (Persa). 858 строк.
  - «Пуниец» (Poenulus). 1422 строки.
  - «Псевдол» (Pseudolus). 1338 строк. Поставлена в 191 году.
  - «Канат» (Rudens). 1423 строки.
  - «Стих» (Stichus). 776 строк. Поставлена в 200 году.
  - «Три монеты» (Trinummus). 1190 строк.
  - «Грубиян» (Truculentus). 968 строк.
- Публилий Сир. Умер после 46 года до н. э. Автор мимов.
  - Сохранился сборник его сентенций, извлеченных из мимов. 804 строки, кроме подложных.
- Теренций (Публий Теренций Афр). 185 до н. э., Карфаген — 159 до н. э., Средиземное море. Сохранились все 6 им написанных комедий (в них 6079 строк).
  - «Девушка с Андроса» (Andria). Поставлена в 166 году. 981 строка.
  - «Самоистязатель» (Heautontimorumenos). Поставлена в 163 году. 1069 строк.
  - «Евнух» (Eunuchus). Поставлен в 161 году. 1094 строки.
  - «Формион» (Phormio). Поставлен в 161 году. 1056 строк.
  - «Свекровь» (Hegyra). Поставлена в 165 году и во второй редакции в 160 году. 880 строк.
  - «Братья» (Adelphoe). Поставлена в 160 году. 999 строк.

### Историография
- Корнелий Непот. Около 100 до н. э., Тицин (?) — после 27 до н. э.
  - «О знаменитых мужах». Из 16 книг сохранилась одна: «О знаменитых иноземных полководцах» (De excellentibus ducibus exterarum gentium) (20 кратких биографий)[1].
- Саллюстий (Гай Саллюстий Крисп). 86 до н. э., Амитерн — 35 или 34 до н. э., Рим. Историк, сохранилось 2 сочинения.
  - «О заговоре Катилины» (Bellum Catilinae) (около 42 года).
  - «Югуртинская война» (Bellum Iugurthinum) (около 40 года).
  - Письма к Цезарю (возможно, подложны).
  - Инвектива против Цицерона (вероятно, подложна).
- Цезарь (Гай Юлий Цезарь). 12 июля 102 или 100 до н. э., Рим — 15 марта 44 до н. э., Рим. Диктатор, государственный деятель, писатель.
  - «Записки о Галльской войне» (Bellum Gallicum) (7 книг).
  - «Записки о гражданской войне» (Bellum civile) (3 книги).
- Продолжатели Цезаря. Все трактаты считаются написанными разными авторами.
  - Авл Гирций. Умер в 43 до н. э. Автор книги 8 «Записок о Галльской войне».
  - «Записки об Александрийской войне» (Bellum Alexandrinum). Автор неизвестен.
  - «Записки об Африканской войне» (Bellum Africum). Автор неизвестен.
  - «Записки об Испанской войне» (Bellum Hispaniense). Автор неизвестен.

### Проза
- Варрон (Марк Теренций Варрон Реатинский). 116 до н. э., Рим? — 27 до н. э. Из многочисленных сочинений сохранились лишь два:
  - «О латинском языке» (De lingua Latina) (25 книг, сохранились книги 5-10 с лакунами). Написан в 47-45 годах.
  - «О сельском хозяйстве» (De re rustica) (диалог в 3 книгах). Написан в 37 году.
- Катон Старший (Марк Порций Катон). 234 до н. э., Тускул — 149 до н. э., Рим. Оратор, историк. Сохранился единственный трактат.
  - «Земледелие» (De agricultura) (3 книги).
- Цицерон (Марк Туллий Цицерон). 3 января 106 до н. э., Арпин — 7 декабря 43 до н. э. Оратор, мыслитель, политический деятель, эпистолограф.

- - Речи. Их сохранилось 58.
  - Трактаты. Сохранилось 19 трактатов в 40 книгах.
  - Письма. Сборник 930 писем в 37 книгах (из них 864 написаны Цицероном, большая часть остальных обращена к нему). Сборник включает как письмо сочинение Квинта Туллия Цицерона «О соискании консульства».
  - Перевод поэмы Арата «Явления».
- Псевдо-Цицерон.
  - «Риторика для Геренния» (Rhetorica ad Herennium). 4 книги. Предположительно написана между 86 и 82 годами до н. э. Возможно, её автором был Корнифиций.

## Период принципата
Всего около 70 авторов, около 400 книг прозы.

### Поэзия и драматургия
10 пьес, 170 книг стихотворений. Около 140 тыс. стихотворных строк.
- Валерий Флакк (Гай Валерий Флакк; ок. 45, Патавий - ок. 88). Поэт; современник имп. Нерона и Веспасианов.
  - «Аргонавтика» (8 книг, 5591 строка, не завершена).
- Вергилий (Публий Вергилий Марон; 15 октября 70, Андес, близ Мантуи — 21 сентября 19 до н. э., Брундизий). 17 книг сочинений, 12912 строк.
  - «Буколики» (10 стихотворений в 1 книге, 828 строк). Вероятно, 35 год.
  - «Георгики» (4 книги, 2188 строк). Завершены к 29 году
  - «Энеида» (12 книг, 9896 строк, не вполне доработана из-за смерти автора).
- Дополнения к Вергилию (Appendix Vergiliana). Ряд небольших стихотворений объёмом в 562 строки, а также:
  - «Комар» (Culex). 414 строк.
  - «Скопа» (Ciris). 541 строка. Авторство Вергилия исключено.
  - Две «Элегии на смерть Мецената». Авторство исключено.
- Германик (Тиберий Клавдий Нерон Германик; 24 мая 15 до н. э., Рим — 10 октября 19, Антиохия). Полководец и поэт; племянник имп. Тиберия.
  - Переложение поэмы Арата «Феномены» (725 строк). После 14 года.
- Гораций (Квинт Гораций Флакк; 8 декабря 65, Венузий — 27 ноября 8 до н. э., Рим). Поэт; участник знаменитого сражения у Филипп (совр. Македония). 10 книг, 162 стихотворения, 7816 строк.
  - «Оды» (Carmina). 4 книги, 103 стихотворения, 3034 строки.
  - «Юбилейный гимн». 76 строк.
  - «Эподы». 17 стихотворений, 625 строк.
  - «Сатиры» (2 книги). 18 стихотворений, 2113 строк.
  - «Послания» (3 книги). 23 стихотворения, 1968 строк. Третья книга состоит из единственного послания — «Искусства поэзии».
- Граттий Фалиск (43 до н. э. - 14). Современник имп. Августа.
  - «Кинегетика» («Об охоте», поэма, 541 гекзаметр, конец утерян). [Альбрехт 2002-05, с.318]
- Кальпурний (Тит Кальпурний Сикул; I в.). Современник имп. Нерона.
  - Сборник из 7 эклог (759 гекзаметров). Написаны в 54-57 годах.
- Лукан (Марк Анней Лукан; 3 ноября 39, Кордуба — 30 апреля 65, Рим).
  - «Фарсалия, или О гражданской войне» (10 книг, 8060 строк, не завершена). Первые книги изданы не ранее 61 года.
- Луцилий Младший (I пол. I в.). Современник Августа либо Нерона.
  - «Этна» (Aethna) (645 гекзаметров).
- Марк Манилий (ум. после 14).
  - «Астрономика» (5 книг, 4258 строк). Дидактическая поэма об астрологии.
- Марциал (Марк Валерий Марциал; 1 марта ок. 40, Бильбилис — ок. 104).
  - Собрание эпиграмм в 15 книгах. 1555 эпиграмм (кроме подложных), 9580 строк.
- Овидий (Публий Овидий Назон; 20 марта 43 до н. э., Сульмон — 17, Томы, совр. Румыния). 42 книги сочинений, 34022 строки[2].
  - «Любовные элегии» (Amores) (3 книги, 49 элегий, 2458 строк).
  - «Наука любви» (Ars amatoria) (3 книги, 2330 строк).
  - «Лекарство от любви» (Remedia amoris). 814 строк.
  - «Притиранья для лица». (De medicamine faciei). 100 строк, не завершена.
  - «Героиды» (Heroides) (15 посланий, 2410 строк).
  - «Парные послания» (3 пары, № 16-21, 1572 строки).
  - «Метаморфозы» (Methamorphoses) (15 книг, 11996 строк).
  - «Фасты» (Fasti) (6 книг, 4972 строки, не завершена).
  - «Скорбные элегии» (Tristia) (5 книг, 50 элегий, 3532 строки).
  - «Письма с Понта» (Epistulae ex Ponto). 4 книги, 46 элегий, 3194 строки.
  - «Ибис» (Ibis). 644 строки.
  - «Галиевтика». Сохранилась частично либо не была завершена.
  - Приписываются также «Орешник» (Nux). 182 строки в дистихах.
  - «Утешительная элегия к Ливии» (Consolatio ad Liviam). 474 строки в элегических дистихах.
- Персий (Авл Персий Флакк; 4 декабря 34, Волатерры — 24 ноября 62, близ Рима).
  - «Сатиры» (1 книга из 6 сатир, 664 строки).
- Проперций (Секст Аврелий Проперций; ок. 50, Ассизи — после 16 до н. э.). Поэт.
  - Элегии (4 книги, 4010 строк).
- Сенека Младший (Луций Анней Сенека; ок. 5 до н. э., Кордуба - 65, Рим). О других сочинениях см. ниже (раздел Художественная проза). Итого в 8 пьесах (кроме «Финикиянок») 10031 строка.
  - «Агамемнон» (Aghamemnon). 1032 (1012) строк.
  - «Геркулес в безумье» (Hercules furens). 1344 строки.
  - «Геркулес на Эте» (Hercules Oetaeus). 1996 строк.
  - «Медея» (Medea). 1027 строка.
  - «Эдип» (Oedipus). 1061 строка.
  - «Федра» (Ипполит) (Phaedra). 1280 строк.
  - «Финикиянки» (Phoenissae) (сохранилась в отрывках либо не завершена автором). 2 фрагмента. 664 строки (362 + 302).
  - «Фиест» (Thyestes). 1112 строк.
  - «Троянки» (Troades). 1179 строк.
- Псевдо-Сенека.
  - «Октавия». 983 строк. Вероятно, написана в 70-е годы.
- Серен Саммоник (Квинт Серен Саммоник; ок. III - IV вв.). Современник имп. Александра Севера, живший в III или IV вв.[3]
  - Дидактическая поэма о медицине (Liber medicinalis) (1115 строк).
- Силий Италик (Тиберий Каций Асконий Силий Италик[4]; ок. 26 — ок. 101).
  - «Пуника» (Punica, «Пуническая война», 17 книг, 12202 строки).
- Стаций (Публий Папиний Стаций; ок. 45, Неаполь — 96). 19 книг произведений, 14764 строки.
  - «Фиваида» (12 книг, 9744 строки). Эпическая поэма.
  - «Сильвы» (5 книг, 32 стихотворения, 3893 строки). Сборник стихов на разные темы, писались начиная с 89 года.
  - «Ахиллеида» (не завершена, написаны книга 1 и начало книги 2, 1127 строк). Эпическая поэма.
- Теренциан Мавр. Вероятно, конец II века.
  - «О стихотворных размерах» (3 книги). Дидактическая поэма. Вступление к De syllabis (1-84), De litteris (строки 85-278), De syllabis (279—1299), De metris (1300—2981).
- Тибулл (Альбий Тибулл; ок. 54/50 — ок. 18 до н. э.). Поэт.
  - Под его именем сохранились 4 книги стихов[5], из которых первые две и 7 стихотворений в IV книге принадлежат Тибуллу. В книгах I и II 16 стихотворений, 1244 строки.
  - Элегии Лигдама (6 стихотворений, составляющих III книгу Тибулла). 290 строк.
  - «Панегирик Мессале» неизвестного автора (Тибулл IV 1 / III 7). 210 строк.
  - «Сульпиция и Керинф» (Тибулл IV 2-6 / III 8-12). 114 строк.
  - Элегии Сульпиции (Тибулл IV 7-12 / III 13-18). 40 строк в 6 стихотворениях.
  - Заключительные стихи (Тибулл IV 13-14 / III 19-20). 28 строк в 2 стихотворениях.
- Федр (I пол. I в.). Баснописец.
  - Сборник стихотворных басен в 5 книгах (сохранилось не полностью). 124 басни, 1942 строки.
- Ювенал (Децим Юний Ювенал; ок. 47 — после 127).
  - «Сатиры» (16 сатир в 5 книгах, 3837 строк). Написание: после 100 — после 127.
- Анонимные сочинения.
  - «Эйнзильденские стихотворения». 2 буколических произведения, написаны вскоре после 64 года[6]. Приписываются Кальпурнию. Обнаружены в X веке в одном из монастырей на территории совр. Швейцарии.
  - «Книга Приапа» (Priapea, сборник из 83 эпиграмм, 619 строк). Вероятно, II век (по другому мнению, I век)[7].
- Псевдо-Сульпиция (I век). Поэтесса, упоминаемая Марциалом.
  - Ей приписывается сатира в 70 гекзаметрах (вероятно, V век).

### Историография и биография
- Валерий Максим. I пол. I в. Современник Тиберия.
  - «Достопамятные деяния и изречения» (Factorum ac dictorum memorabilium). 9 книг, книга 10 подложна. Написаны между 28 и 32 годами.
- Веллей Патеркул (Марк? Гай?[8] Веллей Патеркул). 20 или 19 до н. э. — после 30 н. э.
  - «Римская история» (в 2 книгах, в книге 1 сохранились лишь начало и конец). Написана в 30 году.
- Курций Руф, Квинт. I век н. э. (вероятно, третья четверть I века).
  - «История Александра Великого» (Historiae Alexandri Magni regis Macedonum). 10 книг, книги 1-2 утрачены.
- Ливий, Тит. 59 до н. э., Патавий — 17 н. э., там же.
  - «История Рима от основания города» (Ab urbe condita) (автор написал 142 книги, сохранились книги 1-10 и 21-45, а также периохи — конспект почти всех книг, сделанный в IV веке).
- Помпей Трог. Современник Августа и/или Тиберия.
- Юстин (Марк Юниан Юстин). Современник Антонина или Александра Севера? (I—II века Дворецкий, II или III века Зельин).
  - «Эпитома сочинения Помпея Трога „Historiarum Philippicarum“» (первоначально в 44 книгах, после сокращения каждая книга занимает лишь несколько страниц).
- Светоний (Гай Светоний Транквилл). Около 70 или 75, Гиппон-Регий? — после 130 (150-е годы?). Автор многочисленных сочинений, из которых полностью сохранилось лишь одно.
  - «Жизнь двенадцати цезарей» (De vita XII Caesarum) в 8 книгах.
  - «О знаменитых людях» (De viris illustribus) (Сохранилась книга о грамматиках и начало книги о риторах. Кроме того, сохранились биографии Плиния Старшего из книги «Об историках», Пассиена Криспа из книги «Об ораторах», Теренция, Горация, Персия, Вергилия, Тибулла и Лукана из книги «О поэтах». Хотя авторство биографий Вергилия, Тибулла и Лукана оспаривается).
- Тацит (Публий Корнелий Тацит). Около 57 — около 120. Историк. Сохранилось 17 книг сочинений.
  - «Жизнеописание Юлия Агриколы» (De vita et moribus Agricolae). Написана в 98 году.
  - «Германия» (De origine et situ Germanorum, «О происхождении германцев и местоположении германцев»). Написана вскоре после 98 года.
  - «Диалог об ораторах» (Dialogus de oratoribus). Написан около 102—105 годов.
  - «История» (всего 14 или 12 книг, сохранились книги 1-4 и начало книги 5). Вероятно, вторая половина 100-х годов.
  - «Анналы» (всего 16 или 18 книг, сохранились книги 1-4, 6 и с середины 11 до середины 16 книги). Писались в 110-е годы.
- Флор (Луций[9] Анней Флор). Современник Адриана.
  - «Эпитомы». Сочинение о римских деяниях (в 2 или 4 книгах, в зависимости от рубрикации).

### Художественная проза
- Апулей (Луций Апулей из Мадавры). 120-е годы — не ранее 180-х годов.
  - «Метаморфозы, или Золотой осёл» (роман в 11 книгах).
  - «Апология, или О магии» (Apologia sive De magia).
  - «Флориды» (Floridae) (сборник 23 отрывков из 4 книг речей Апулея).
  - «О мире» (De mundo).
  - «Об учении Платона» (De Platone et eius dogmate).
  - «О божестве Сократа» (De deo Socratis).
- Псевдо-Апулей. Несколько трактатов.
  - «Асклепий» (Asclepius). Герметический трактат.
  - «Об истолковании» (Peri hermeniae).
- Авл Геллий. Около 126 — после 169.
  - «Аттические ночи» (20 книг, утеряна книга 8).
- Кальпурний Флакк. Декламатор императорской эпохи.
  - «Декламации».
- Квинтилиан (Марк Фабий Квинтилиан). Около 35, Калагуррис — около 96.
  - «Обучение оратора» (Institutio oratoria) (12 книг, 115 глав). Около 94 года.
  - Приписываются два сборника декламаций. 19 крупных декламаций бесспорно подложны; малые декламации (I—II века), возможно, подлинны.
- Петроний (Тит Петроний Арбитр). Умер в 66 н. э.
  - «Сатирикон». Роман в 20 книгах, сохранились кн. 15-16 полностью и значительные разделы из книг 14, 17-20, включая небольшую поэму о гражданской войне (295 гекзаметров).
- Плиний Младший (Гай Плиний Цецилий Секунд). 61 или 62, Ком — около 114.
  - «Письма» (сборник в 10 книгах, причем книга 10 содержит переписку Плиния с императором Траяном).
  - «Панегирик Траяну». Произнесен 1 сентября 100 года, позже доработан.
- Сенека Старший (Луций Анней Сенека, Сенека Ритор). Около 55 до н. э., Кордуба — около 39 н. э.
  - «Контроверсии» (Oratorum et rhetorum sententiae divisiones colores) (10 книг контроверзий, 74 темы, и 1 книга в составе 7 суазорий; сохранились не полностью). Написан в старости.
- Сенека Младший (Луций Анней Сенека, Сенека Философ). 4 или 1 до н. э., Кордуба — 65 н. э., Рим. Сохранилось 13 трактатов в 28 книгах. Всего, включая трагедии, 58 книг.
  - «Утешение к Марции» (Consolatio ad Marciam). Написано при Калигуле (между 37 и 41).
  - «О гневе» (De ira). 3 книги. 40-е годы.
  - «Утешение к Гельвии» (Consolatio ad Helviam). 42 год.
  - «Утешение к Полибию» (Consolatio ad Polybium). 43 год.
  - «О скоротечности жизни» (De brevitate vitae). Между 48 и 55 годами.
  - «О спокойствии души» (De tranquillitate animi). Вероятно, между 51 и 54 годами.
  - «Отыквление» (Apocolocyntosis). 54 год.
  - «О стойкости мудреца» (De constantia sapientis). Возможно, 55 год.
  - «О милосердии» (De clementia). 2 книги. 56 год.
  - «О блаженной жизни» (De vita beata). Возможно, 58 год.
  - «О досуге» (De otio). Вероятно, 62 год.
  - «О провидении» (De providentia).
  - «О природе, или Естественнонаучные вопросы» (Naturales quaestiones). 7 книг. Вскоре после 62 года.
  - «Нравственные письма к Луцилию» (в 20 книгах, 124 письма). 62-64 годы.
  - «О благодеяниях» (De beneficius). 7 книг.
- Псевдо-Сенека Младший. «Переписка с апостолом Павлом». Вероятно, IV век.
- Флор (Публий Анний Флор). Современник Траяна. Тождество историку Флору спорно.
  - Диалог о Вергилии (Vergilius orator an poeta). Сохранилось лишь введение.
- Фронтон (Марк Корнелий Фронтон). Около 100, Цирта — около 175. Оратор.
  - Сохранился сборник писем с большими лакунами (5 книг к цезарю Марку, 4 книги к императору Антонину, 2 книги к Аврелию Веру, к Марку Антонину о красноречии, к Марку Антонину о речах; к Антонину Пию, 2 книги к друзьям). 16 книг.

### Христианские авторы
- Киприан Карфагенский (Тасций Цецилий Киприан). 200-е годы, Карфаген? — 14 сентября 258, Карфаген. Епископ и мученик. 15 книг сочинений.
  - «О благодати Божией, или Донату» (Ad Donatum).
  - «К Квирину, или Книги свидетельств против иудеев» (Testimoniorum libri III). 248 год.
  - «К девственницам» (De habitu virginum). 249 год.
  - «О единстве церкви, или О чистосердечии архиерейском» (De ecclesiae catholicae unitate). 251 год.
  - «О падших» (De lapsis). 251 год.
  - «О молитве господней» (De dominica oratione). 252 год.
  - «О смерти» (De mortalitate). 252—253 годы.
  - «К Деметриану» (Ad Demetrianum). 252—253 годы.
  - «О благе терпения» (De bono patientiae).
  - «О ревности и зависти» (De zelo et livore).
  - «Письмо к Фортунату об увещании к мученичеству» (Ad Fortunatum de exhortatione martyrii).
  - «О труде и сострадании» (De opere et eleemosynis).
  - Сборник писем включает 81 послание, 65 написаны им.
- Псевдо-Киприан.
  - «О горах Синай и Сион» (De montibus Sina et Sion).
  - «Почему идолы не есть боги?» (Quod idola dii non sint).
  - «Об игре в кости» (De aleatoribus).
  - «Пир Киприана» (Cena Cypriani). Около 400 года.
- Корнелий. Умер в июне 253. Папа римский (251—253).
  - Сохранилось послание к Фабию Антиохийскому и два послания Киприану Карфагенскому.
- Минуций Феликс, Марк. Вероятно, конец II или начало III века.
  - «Октавий». Диалог в защиту христианства.
- Новациан. Около 200—258.
  - «О Троице» (De trinitate). Около 240 года. Трактат сохранился в корпусе сочинений Тертуллиана.
  - «Об иудейской пище» (De cibis Iudaicis).
- Понтий. Из Карфагена
  - «Житие Киприана» (258 или 259). Старейшее латинское житие.
- Стефан I. Умер 2 августа 257, Рим. Папа римский (254—257).
  - Сохранились 3 послания и декреты.
- Тертуллиан (Квинт Септимий Флорент Тертуллиан). Около 160, Карфаген — после 220 (около 240?). Сохранился 31 трактат в 37 книгах[10].
  - 1. «К язычникам» (Ad nationes).
  - 2. «К мученикам» (Ad martyras).
  - 3. «Апологетик» (Apologeticum).
  - 4. «О свидетельстве души» (De testimonio animae).
  - 5. «О прескрипции против еретиков» (De praescriptione haereticorum).
  - 6. «Скорпиак (Противоядие от скорпионов)» (Scorpiace).
  - 7. «Против Гермогена» (Adversus Hermogenem).
  - 8. «О плаще» (De pallio).
  - 9. «Против валентиниан» (Adversus Valentinianos).
  - 10. «О душе» (De anima).
  - 11. «О плоти Христа» (De carne Christi).
  - 12. «О воскресении плоти» (De resurrectione carnis).
  - 13. «Против иудеев» (Adversus Iudaeos).
  - 14. «О зрелищах» (De spectaculis).
  - 15. «О крещении» (De baptismo).
  - 16. «О молитве» (De oratione).
  - 17. «О покаянии» (De paenitentia).
  - 18. «О терпении» (De patientia).
  - 19. «К жене» (Ad uxorem). 2 книги.
  - 20. «О женском убранстве» (De cultu feminarum). 2 книги.
  - 21. «Против Маркиона» (Adversus Marcionem). 5 книг.
  - 22. «О венке» (De corona).
  - 23. «К Скапуле» (Ad Scapulam).
  - 24. «Об идолопоклонстве» (De idololatria).
  - 25. «О поощрении целомудрия» (De exhortatione castitatis).
  - 26. «О бегстве во время гонения» (De fuga in persecutione).
  - 27. «О девичьих покрывалах» (De virginibus velandis).
  - 28. «О единобрачии» (De monogamia).
  - 29. «О посте» (De ieiunio).
  - 30. «Против Праксея» (Adversus Praxean).
  - 31. «О стыдливости» (De pudicitia).
- Анонимные тексты.
  - «Деяния Сциллитанских мучеников» (Passio Sanctorum Scillitanorum) (Альбрехт, т.3, с.1425, 1662). Около 180 года.
  - «Мученичество Перпетуи и Фелицитаты» (Passio Perpetuae et Felicitatis). 202—203 годы

### Нехудожественная проза
- Ампелий. III век.
  - «Памятная книжица». Сведения по астрономии, географии и истории.
- Бальб. Современник Траяна.
  - Частично сохранившееся сочинение «Expositio et ratio omnium formarum or mensurarum».
- Витрувий Поллион. Современник Августа.
  - «Об архитектуре» (De architectura) (в 10 книгах). Написан в 20-е годы до н. э.
- Гай. II век. Юрист.
  - «Институции» (в 4 книгах). Написаны около 160 года в Берите.
- Гигин Громатик. Современник Траяна.
  - «Геодезия». Фрагменты.
  - «Об укреплении военных лагерей» (De Munitionibus Castrorum). Вероятно, III век.
- Гигин. Вероятно, конец II века. Тождество автора «Мифов» и «Астрономии» спорно.
  - «Мифы».
  - «Астрономия».
- Колумелла (Луций Юний Модерат Колумелла). Современник Нерона, из Гадеса.
  - «О сельском хозяйстве» (в 12 книгах, причём книга 10 в 436 гекзаметрах).
- Плиний Старший (Гай Плиний Цецилий Секунд). 23 или 24, Новый Ком — 79, близ Везувия.
  - «Естественная история» (Naturalis historia) (в 37 книгах). Завершена в 77 году.
- Помпоний Мела. Современник Клавдия.
  - «Описание земли» (De chorographia, в 3 книгах).
- Сикул Флакк. Вероятно, II век.
  - Трактат по громатике.
- Солин (Гай Юлий Солин). Первая половина или середина III века.
  - «Полигистор» (Collectanea rerum memorabilium). Извлечения по географии из трактата Плиния Старшего.
- Фронтин (Секст Юлий Фронтин). Около 40 — около 105.
  - «Стратегемы» (Strategemata) (в 4 книгах).
  - «О водопродах» (Commentarius de aquis urbis Romae). В 2-х книгах.
  - (De agrorum qualitate).
  - (De arte mensoria).
  - (De controversiis).
  - (De limitibus).
- Цензорин. III век.
  - «О дне рождения» (De die natali) (238 год). Сочинение об астрономии и календарях.

#### Риторика
- Аквила Роман. Вторая половина III века. Ритор.
  - Сочинение о фигурах (De Figuris Sententiarum et Elocutionis).
- Рутилий Луп. Ритор начала I века.
  - «О фигурах речи» (в 2-х книгах).

#### Грамматика
- Асконий Педиан. Около 9 до н. э. — около 76 н. э., предположительно из Патавия.
  - Комментарии к речам Цицерона, сохранились 5.
- Атилий Фортунациан. Первая половина III века.
  - «Искусство метрики» (Ars metrica), в основном Горация.
- Велий Лонг. Современник Адриана.
  - «Об орфографии» (De orthographia).
- Помпоний Порфирион. Начало или первая половина III века.
  - Комментарий к Горацию, сохранился частично.
- Проб (Марк Валерий Проб). Грамматик второй половины I века из Берита.
  - Подлинен трактат «О сокращениях в документах» (De notis iuris).
- Сульпиций Аполлинарий, Гай. Первая половина II века.
  - Указания содержания книг «Энеиды» и комедий Плавта и Теренция в стихах.
- Теренций Скавр, Квинт. Современник Адриана.
  - 2 малых трактата «Об орфографии» (De orthographia).
- Фест (Секст Помпей Фест). Конец II века.
  - Составил извлечение в 20-ти книгах из труда Марка Веррия Флакка, сохранилось в значительных отрывках и в извлечении Павла Диакона.
- Цезий Басс.
  - Учебник о метрах (De metris). Посвящён Нерону. Первоначально стихотворный, но сохранилась прозаическая переработка.

#### Медицина
- Веттий Валент. Умер в 48 н. э.
  - Сохранились сочинения.
- Скрибоний Ларг. Врач, современник Клавдия.
  - Сохранился сборник из 271 медицинского рецепта.
- Цельс (Авл Корнелий Цельс). Современник Тиберия.
  - Сохранились 8 книг о медицине как часть энциклопедии.

## Период домината
Сохранились сочинения около 120 авторов.

### Поэзия и драматургия
- Авиан (Флавий Авиан). Конец IV века или начало V века.
  - Сборник 42 басен в элегическом размере, посвящён некоему Феодосию.
- Авиен (Руф Фест Авиен). Современник Валентиниана I.
  - Географическая поэма-перипл «Описание земного круга» (Descriptio orbis terrae).
  - Сочинение (De ora maritima).
  - Перевод поэмы Арата «Явления».
- Авсоний (Децим Магн Авсоний). Около 310, Бурдигала — около 392. Сочинения составили 20 небольших книг.
  - 1. «Поэтические вступления».
  - 2. «Эфемериды» (Ephemeris).
  - 3. Песни (Carmina).
  - 4. «О родных» (Parentalia).
  - 5. «О преподавателях Бурдигалы» (Professores Burdigalenses).
  - 6. Эпитафии героям, павшим в Троянской войне.
  - 7. Книга эклог.
  - 8. Распятый Купидон (Cupido cruciatur). Написан в 382 году.
  - 9. О Биссуле (Bissula).
  - 10. Мозелла (Mosella). Написана около 370 года.
  - 11. О знаменитых городах (Ordo urbium nobilium). Написано в 388 году.
  - 12. Технопегнии (Technopaegnion). Написаны в 390 году.
  - 13. Действо семи мудрецов. Написано в 390 году.
  - 14. О двенадцати цезарях.
  - 15. Послесловие к списку консулов (Conclusio). Написано в 379 году.
  - 16. Гриф о числе три (Griphus ternarii numeri). Написан в 368 году.
  - 17. Свадебный центон (Cento nuptialis). Написан в 368 году.
  - 18. Послания.
  - 19. Эпиграммы.
  - 20. Благодарственная речь к императору Грациану.
- Гельпидий (Флавий Рустик Гельпидий) V век.
  - «Песнь о благодеяниях Иисуса Христа» (Carmen de Christi Iesu beneficiis).
  - Двадцать четыре стихотворения на сцены из Ветхого и Нового Завета.
- Иларий Арелатский. Ум. 410[11] или 449[12]. Поэт.
  - «На книгу Бытия к папе Льву».
- Киприан Галл. Первая треть V века.
  - Автор стихотворного изложения Ветхого завета, сохранились первые 7 книг (Пятикнижие, Иисус Навин, Судьи).
- Клавдиан (Клавдий Клавдиан). Около 370, Александрия — 404?, Рим? 18 книг сочинений, 9881 строка.
  - «Панегирик, сказанный консулам Пробину и Олибрию» (Panegyricus dictus Probino et Olybrio).
  - «Панегирик на третье консульство Гонория Августа» (Panegyricus dictus Honorio Augusto tertium consuli).
  - «Против Руфина» (In Rufinum). 2 книги.
  - «Панегирик на четвёртое консульство Гонория Августа» (Panegyricus dictus Honorio Augusto quartum consuli).
  - «Фесценнины на брак Гонория Августа» (Fescennina).
  - «Эпиталамий на брак Гонория Августа» (Epithalamium dictum Honorio Augusto et Mariae).
  - «Гильдонова война» (De bello Gildonico).
  - «Панегирик, сказанный консулу Манлию Теодору» (Panegyricus dictus Mallio Theodoro consuli).
  - «Против Евтропия» (In Eutropium). 2 книги.
  - «Консульство Стилихона» (De consulatu Stilichonis). 3 книги.
  - «Война Поллентская, или Готская» (De bello Getico).
  - «Панегирик на шестое консульство Гонория Августа» (Panegyricus dictus Honorio Augusto sextum consuli).
  - «Похищение Прозерпины» (De raptu Proserpinae) (3 книги).
  - Малые сочинения, включая «Гигантомахию» и «Похвалу Серене».
- Коммодиан. Вероятно, V век (по другому мнению, около 249 года).
  - «Наставления» (Instructiones).
  - «Апологетическая песнь против иудеев и язычников» (Carmen apologeticum adversus Judaeos et gentes) 1060 гекзаметров.
- Марий Виктор, Клавдий. V век.
  - «Книга Бытия» (3 книги).
- Меробавд, Флавий. Уп.446.
  - Панегирики императору Валентиниану II и Аэцию.
  - «Панегирик III консульству Аэция».
  - Стихотворение «О Христе» (30 гекзаметров).
- Намациан (Клавдий Рутилий Намациан). Начало V века.
  - «Возвращение на родину» (De reditu suo) (2 книги, большая часть кн. 2 утеряна). Написана в 417 году.
- Немесиан (Марк Аврелий Олимпий Немесиан). Последняя четверть III века.
  - «Кинегетика» (сохранился отрывок из 325 стихов)[13].
  - 4 эклоги, включенные в сборник Кальпурния. Написаны в 284 году.
- Ориенций. V век.
  - «Увещание» (Commonitorium) 1036 строк.
- Павлин Ноланский. 353—431.
  - 20 стихотворений, 3873 строки.
- Павлин из Пеллы. 376, Пелла — после 459, Бурдигала?
  - «Евхаристик Господу Богу в виде вседневной моей повести» (Eucharisticus) (459). 616 строк.
- Пруденций (Аврелий Пруденций Клемент). 348, в Испании — после 405 (около 410). Произведения написаны между 392 и 405 годами.
  - Предисловие к сборнику произведений (Praefatio). 405 год.
  - «Ежедневные гимны». (Cathemerinon)
  - (Apotheosis)
  - «Гамартигения» (Hamartigenia)
  - «Психомахия» (Psychomachia). 1 книга, 984 строки.
  - «Против Симмаха» (Contra Symmachum). 2 книги. 402—404 годы.
  - «О венках» (Peristephanum). 14 стихотворений.
  - Послесловие к сборнику (Epilogus).
  - «Двойное подкрепление» (Dittochaeum). 49 стихотворений по 4 гекзаметра.
- Целий Седулий (Седулий). Около 430 (вторая четверть V века).
  - «Пасхальная песнь» (Carmen Paschale) в 5 книгах, 1774 строки.
- Фальтония Проба. Первая половина IV века (около 306/315 — около 353/366).
  - «Вергилианский центон» (694 строки) на библейскую тему.
- Энделехий (Север Санкт Энделехий, или Север Ритор). Около 400.
  - «О смертях скота». Христианские эклоги асклепиадовой строфой.[14].
- Ювенк (Гай Веттий Аквилин Ювенк). IV век. Из Испании.
  - «Евангельская история» (4 книги, 329 или 330 год). Поэма.
  - «История Ветхого завета».
- Псевдо-Плавт. «Кверол». Комедия.

Малые формы (авторы совсем небольших произведений не включены):
- Веспа. «Прение пекаря с поваром» (99 строк).
- Оптациан (Публилий Порфирий Оптациан). Около 330. Христианский поэт.
  - «Послание Константину».
- Павел (квестор Павел).
- Репосиан. Около 300. «Любовь Марса и Венеры» (182 строки).
- Симфосий. Начало V века.
  - Стихотворные загадки (100 стихотворений по 3 строки).
- Анонимные тексты.
  - «Дистихи Дионисия Катона». Дидактические стихи. Вероятно, III или IV век.
  - «Ночное празднество Венеры» (Pervigilium Veneris). Вероятно, начало IV века[15]. 90 строк.

### Историография
- Аврелий Виктор (Секст Аврелий Виктор Афр). Вторая половина IV века, умер после 389.
  - «Происхождение римского народа» (Origo gentis Romanae). 23 главы.
  - «О цезарях». 42 главы.
- Псевдо-Аврелий Виктор.
  - «Извлечения о жизни и нравах римских императоров». 48 глав.
  - «О знаменитых людях». (De viris illustribus urbis Romae). 86 кратких биографий (главы 78-86 добавлены Андреем Скоттом).
- Аммиан Марцеллин. Около 330, Антиохия — после 390.
  - «История» (31 книга, сохранились книги 14-31). Завершена в 390-е годы (после 390 либо после 395).
- Евтропий (Флавий? Евтропий). Вторая половина IV века.
  - «Бревиарий от основания Города» (Ab urbe condita) (369 год). В 10 коротких книгах.
- Идаций. Около 400-около 469. Испанский хронист.
  - «Хроника». Доведена до 468 года.
- Орозий (Павел Орозий). Около 380 — около 420.
  - «История против язычников» (Historiarum adversum paganos) (7 книг). Завершена в 417 году.
  - «Апология свободы воли» (Liber apologeticus contra Pelagianos).
  - «Запрос» (Commonitorium de errore Priscillianistarum et Origenistarum).
- Проспер Аквитанский (Тирон Проспер). Около 390 — около 460. Поэт и теолог.
  - «Хроника».
- Сульпиций Север. Около 363 — не ранее 420-х годов.
  - «Священная история, или Хроника» (около 403, доведена до 400 года).
  - «Житие св. Мартина».
  - «Диалоги».
- Фест ([16]). Около 369 года.
  - «Бревиарий» по римской истории (Breviarium rerum gestarum populi Romani).
- Сборник «Писатели истории Августов» («Историографы Августов»). Конец IV века. Включает 30 биографий императоров (кроме того, несколько утеряно). Согласно сборнику, написан шестью авторами конца III — начала IV века, которые считаются вымышленными. Их имена: Элий Спартиан, Вулкаций Галликан, Требеллий Поллион, Флавий Вописк, Элий Лампридий, Юлий Капитолин.

### Художественная проза
- Дарет Фригийский. Возможно, V век. Псевдоним.
  - «История о разрушении Трои».
- Диктис Критский. Псевдоним. Сочинение переведено на латинский Луцием Септимием в IV веке.
  - «Дневник Троянской войны» (Ephemeris belli Troiani). 6 книг.
- Евмений. Ритор. Около 250 — после 311.
  - Сохранились 4 речи.
- Макробий (Аврелий Амброзий Макробий Феодосий). Конец IV — начало V века.
  - «Комментарий к „Сну Сципиона“».
  - «Сатурналии» (7 книг).
- Марциан Капелла Феликс. Из Карфагена.
  - «Свадьба Филологии и Меркурия» (De nuptiis Philologiae et Mercurii) в девяти книгах. Между 410 и 439 годами.
- Сидоний Аполлинарий (Гай Соллий Модест Аполлинарий Сидоний). Около 428, Лугдун — около 486.
  - Письма (9 книг).
  - «Панегирик Антемию» (carm. 2).
  - «Панегирик Майориану» (carm. 5).
  - «Панегирик Авиту» (carm. 7).
  - «Эпиталамий Рурицию и Иберии» (carm. 11).
  - «К императору Майориану» (carm. 13).
  - Книга стихов (около 469).
- Симмах (Квинт Аврелий Симмах). Около 345—402. Консул 391 года.
  - «Письма» (Epistulae) (сборник в 9 книгах).
  - Донесения префекта города Симмаха императору (Relationes) (384—385 годы), включая «Письмо об алтаре Победы».
  - Речи сохранились в отрывках.
- Фавст Манихей. IV век.
- Халкидий (Калкидий). Первая половина IV века или начало V века. Неоплатоник.
  - Перевод части «Тимея» Платона (17а-53с) и комментарий к нему.
- Юлий Валерий. Середина IV века.
  - «О деяниях Александра Великого» (перевод греческого «Романа об Александре»).
- Сборник «Латинские панегирики» (Panegyrici latini). 12 речей, частично анонимны. Включает «Панегирик Траяну» Плиния Младшего (см. выше).
  - Мамертин. Панегирики Максимиану. 289 и 291 годы.
  - Анонимный панегирик Констанцию. 297 год.
  - Евмений (см. выше). Панегирик Констанцию за восстановление риторской школы (Pro instaurandis scholis oratio). 298 год.
  - Анонимный панегирик Максимиану и Константину. 307 год.
  - Анонимные панегирики Константину. 310, 312 и 313 годы.
  - Назарий. «Панегирик Константину» (321).
  - Клавдий Мамертин. «Панегирик Юлиану» (362).
  - Дрепаний Пакат. «Панегирик Феодосию» (389).
- Псевдо-Гегесипп. IV век.
  - Латинский перевод Иосифа Флавия.
- Аноним Валезия (Excerptum Valesianum I), или «Род императора Константина». Середина IV века (вскоре после 337).

### Христианские авторы
- Аврелий Августин. 13 ноября 354, Тагаста — 28 августа 430, Гиппон-Регий.
  - Сохранилась 271 книга сочинений, а также письма.
- Аврелий (епископ Карфагенский) (около 391-около 430) .
  - Письма к Августину.

- Амвросий Медиоланский. 339 или 333, Трир — 397, Милан. 36 сочинений[17].
  - «О вере».
  - «О воплощении».
  - «Об обязанностях священнослужителей».
  - «Гексамерон».
- Антонин Гонорат (епископ Константины). Около 438.
- Арнобий. Около 260 — около 310 или около 327. Родом из Сикки.
  - «Против язычников» (Adversus nationes) (7 книг).
- Арнобий Младший. V век.
  - Комментарии к псалмам.
- Бахиарий, монах (англ.). Около 380 или первая треть V века.
- Валериан (епископ Кемелиенский)[18]. Первая половина V века.
- Вигилий (епископ Тридентский). Около 353—405.
  - Послания о мучениках.
- Вигилий. 420-е годы.
  - Автор монастырского устава.
- Викторин Петавионский (из Петтау). Конец III века, умер около 303. Автор комментариев к Библии, из которых сохранился лишь один.
  - Комментарий к Апокалипсису, переработанный Иеронимом.
  - «О создании мира» (De fabrica mundi).
- Винценций (Викентий) Леринский. 430-е годы, умер до 450.
  - «Памятные записки Перегрина о древности и всеобщности католической веры против непотребных новизн всех еретиков» (Adversus profanas omnium novitates haereticorum commonitorium cum notis).
- Гауденций (англ.). Умер в 410 году.
- Евагрий Антиохийский. Писал греческие сочинения.
  - Перевод «Жития Антония» Афанасия Александрийского (около 370).
- Евгиппий. V век — после 533.
  - «Житие святого Северина» (Vita sancti Severini).
  - Извлечения из Августина (Thesaurus).
  - Письма.
  - Гимн святому Северину.
- Евсевий Верчелльский. Умер в 370-е годы.
- Евхерий Лионский. Умер в 450-е годы.
- Зенон Веронский. Около 300—371.
- Иероним Стридонский (Софроний Евсевий Иероним). Около 347, Стридон — около 420, Вифлеем. Перевод Библии, трактаты, письма.
  - Сборник 150 писем, из них 124 написаны им.
  - «О знаменитых мужах» (De viris illustribus). 392 год. Краткие био- и библиографии 135 христианских писателей.
- Иларий Пиктавийский (из Пуатье). 303—368.
  - «О Троице» (De trinitate) (12 книг).
  - «Толкования на Евангелие от Матфея» (In Matthaeum).
  - «Толкования на псалмы» (In psalmos). Прокомментировал 47 псалмов.
  - (Tractatus mysteriorum).
  - «О соборах» (De synodis).
  - «К Констанцию» (Liber ad Constantium imperatorem).
  - «Против Констанция» (Liber in Constantium imperatorem).
  - «Против ариан, или Против Авксентия» (Contra Arianos vel Auxentium).
  - Гимны.
- Иоанн Кассиан. Около 360—435.
- Кандид. Середина IV века. Арианин. Возможно, вымышлен своим оппонентом Марием Викторином[19]. Два послания ему.
  - «О божественном происхождении».
- Капреол Карфагенский. Около 426—432[20].
- Клавдиан Мамерт. Умер около 474.
  - «О статусе души» (De statu animae).
- Лактанций (Луций Цецилий Фирмиан Лактанций). Умер около 330.
  - «Божественные установления» (Divinae institutiones). 7 книг. Между 304 и 311 годами.
  - «Эпитома Божественных установлений». 1 книга, написана самим автором.
  - «О смерти гонителей» (De mortibus persecutorum).
  - «О творчестве Божием» (De opificio Dei).
  - «О гневе Божием» (De ira Dei)
  - «О Фениксе» (De ave Phoenice).
- Лепорий, монах из Массилии. Около 418 года.
- Луп (епископ Труа) (англ.). Около 383-около 478.
- Люцифер Калаританский. IV век.
- Максим Туринский. Ок.380-ок.465.
  - Автор 118 гомилий, 116 проповедей и 6 трактатов
- Марий Викторин, Гай. Около 280 или 300 — около 363. Неоплатоник, принявший христианство.
  - «Искусство грамматики» (Ars grammatica). В составе её книги 4 сохранилась метрика Элия Феста Афтония.
  - Комментарии к «О нахождении» Цицерона.
  - (De defitionibus).
  - «Против Ария» (Adversus Arium libri IV) (в 4 книгах).
  - «Книга к Кандиду о порождении божественного Слова» (Ad Candidum Arianum = De generatione divini verbi).
  - (De homousio recipiendo).
  - Сохранились некоторые комментарии к посланиям апостола Павла (к филиппийцам, галатам и эфесянам).
  - Гимны.
  - Трактат «К Юстину манихею», возможно, подложен.
- Псевдо-Марий Викторин.
  - Трактаты (De ratione metrorum) и (De finalibus metrorum).
- Марий Меркатор. Около 390-после 451.
- Никеций (епископ Аквилейский) (англ.). Около 335—414[21] либо епископ в 454—485[22].
- Нованций. Вторая половина IV или первая половина V века.
- Оптат Милевитанский.
  - «Против донатистов» в 7 книгах. При Валентиниане I.
- Осий (епископ Кордовский). Около 256—359.
  - Письмо Констанцию и сентенции.
- Павлин Медиоланский. 370—418.
  - «Житие Амвросия». Вскоре после 397 года.
- Патрик Ирландский. Умер в 461 или 492 году.
  - Сохранились его «Исповедь» и письмо солдатам Коротика.
- Пациан, епископ Барселонский. Около 310—391.
  - Сохранились 3 письма и небольшой трактат.
- Пелагий. Около 360 — после 418. Ересиарх.
  - Письма, трактаты.
- Петр Хрисолог, епископ Равенны. Около 380—450.
- Потамий (епископ Лиссабонский). Около 366 года[23].
- Поссидий Каламский, епископ Каламы. Умер после 437.
  - «Житие св. Августина» (около 432).
- Руфин (Руфин Тиранний). 345, Конкордия близ Аквилеи — 410.
  - «Церковная история» (доведена до 395, написана в 403). Перевод «Церковной истории» Евсевия с добавлением двух книг.
  - Переводы на латинский трудов Оригена (с предисловием «О фальсификации книг Оригена»), Василия Кесарийского и Григория Назианзина.
  - Перевод на латинский с греческого анонимного романа о странствиях апостола Петра.
- Сальвиан Массилийский. V век, умер около 480.
  - «О мироправлении Божьем» (De gubernatione Dei) в восьми книгах (около 450, между 429 и 451).
  - «Против скупости» (Contra avaritiam).
  - «К кафолической церкви» (Ad ecclesiam catholicam).
  - Письма, всего девять.
- Тиконий. IV век.
- Фастидий, епископ Британский. Начало V века.
- Фавст Регийский. Умер около 490.
  - «О благодати Божией и о свободной воле» (De gratia Dei et libero arbitrio) (в 2 книгах).
  - Письма.
  - Проповеди.
- Фавстин, епископ Брешии. IV век.
- Фебадий (епископ Агенский). 328—391.
- Филастрий, епископ Брешии. Умер около 397.
  - «Каталог ересей».
- Хроматий Аквилейский. Около 360—406.

- Псевдонимные сочинения:
  - «Беседы христианина Закхея и философа Аполлония». Первая треть V века, герои — современники Христа[24].

Официальная переписка римских пап.
- Дамасий I. Папа (366—384).
- Иларий. Папа (461—468).
- Иннокентий I. Папа.
- Лев I Великий, папа римский. Ум. 461.
  - Письма.
- Симплиций. Папа (468—483).

### Нехудожественная проза
- Агений Урбик. Конец IV или V век. Громатик.
- Вегеций (Флавий Вегеций Ренат). Конец IV века.
  - «Краткое изложение военного дела» (4 книги).
- Аноним. «О военном деле» (De rebus bellicis).
- Иннокентий. IV или V века.
  - «Casae litterarum». Сочинение по громатике.
- Палладий (Рутилий Тавр Эмилиан Палладий). Вероятно, IV век.
  - «О земледелии» (14 книг, одна в стихах).
- Аноним[25]. Конец IV или начало V века.
  - «Апиций». Сочинение о поваренном искусстве (De re coquinaria) в 10 книгах.
  - Винидарий. В V веке сделал краткое извлечение из «Апиция».
- Анонимные сочинения.
  - «Константинопольский перечень» (Notitia urbis Constantinopolitanae).
  - «Перечисление почетных должностей» (Notitia dignitatum). IV век.

#### Математические науки
- Аристид Квинтилиан. IV век.
  - Трактат о музыке.
- Викторий Аквитанский. Астроном.
  - «Пасхальный круг» (Cursus Paschalis). Составлен в 457 году.
- Фирмик Матерн, Юлий. Первая половина IV века, из Сиракуз.
  - Астрологическое сочинение (Mathesis) в 8 книгах. Между 334 и 337.
  - (De errore profanarum religionum). Около 346—349 годов.

#### География
- Аноним. «Имена всех провинций» (Nomina provinciarum omnium). Первая четверть IV века.
- «Разделение земного шара» (Divisio orbis terrarum). V век.
- «Певтингерова карта» (Tabula Peutingeriana). Возможно, первая половина V века.
- Псевдо-Этик. «Космография». V или VI века.
- Полемий Сильвий. V век. «Имена всех провинций».
- Юлий Гонорий. «Космография». V век.

- «Итинерарий из Бурдигалы». Около 333 года.
- «Итинерарий Антонина». IV век.
- «Итинерарий Иерусалимский». IV век.
- «Итинерарий Александра». IV век.

#### Юриспруденция
- - Псевдо-Юлий Павел (юрист начала III века). «Сентенции к сыну» (5 книг). Альбрехт считает их подложными и написанными в V веке.
  - Аноним. «Сравнение моисеевых и римских законов» (Collatio legum Mosaicarum et Romanarum). Сочинение составлено около 400 года.
  - «Кодекс Феодосия». Собрание императорских конституций в 16 книгах. Введен в действие с 1 января 439 года.

#### Риторика
- Арузиан Мессий. Около 396 года.
  - Сборник грамматических конструкций (Exempla elocutionis), написана в 395 году.
- Юлий Руфиниан. IV век. Ритор.
  - «О фигурах в предложении».
- Хирий Фортунациан. IV век. Ритор.
  - Сочинение по риторике.
- Сульпиций Виктор. IV век. Ритор.
  - Компендиум по риторике.
- Юлий Виктор, Гай. IV век. Ритор.
  - «Искусство риторики».

#### Грамматика
- Агреций. Епископ Санса. Середина V века.
  - «Об орфографии» (De orthographia et differentia sermonis). Написана около 450 года.
- Афтоний. IV век.
  - (De metris omnibus).
  - (De metris Horatianis).
- Вибий Секвестр. IV или V век.
  - Сочинение с алфавитным списком географических названий у римских поэтов.
- Диомед Грамматик. Вероятно, 370-е годы.
  - «Об искусстве грамматики» (3 книги).
- Досифей. Начало III или конец IV века.
  - «Герменевмата» (в 3 книгах). Греческий перевод латинской грамматика и латинско-греческий словарь.
- Клавдий Донат, Тиберий. Около 400 года или начало V века.
  - Комментарий к «Науке грамматики» Элия Доната.
  - Жизнеописание Вергилия.
- Клавдий Сацердот. V век. ?
  - «Искусство грамматики».
- Кледоний. V век.
  - «Наука» (комментарий к Элию Донату).
- Консенций. V век, Галлия.
  - «Об имени и глаголе».
  - «О варваризмах».
- Лактанций Плацид. V или VI век[26].
  - Комментарий к Стацию и глоссы к Плавту.
- Макробий. V век ?
  - «О различии латинских и греческих слов».
- Максим Викторин. Вероятно, IV век. Грамматик.
  - «О науке грамматики» (De arte grammatica).
- Маллий Теодор, Флавий. Консул 399 года.
  - «О метрах».
- Ноний Марцелл. Между II и V веками, в Африке.
  - (De compendiosa doctrina). В 20 книгах, книга 16 утрачена.
- Марий Плавтий Сацердот. Конец III века.
  - «Наука грамматики» (Catholica) (3 книги).
- Помпей из Мавритании. Вторая половина V века.
  - Комментарий к Элию Донату.
- Руфин из Антиохии. Начало V века.
  - Комментарий к метрам Теренция и трактат о метрах ораторов (Commentaria in metra terentiana et de compositione et de numeris oratorum).
- Север. Грамматик.
  - «О стопах» (De pedibus).
- Сервий (Сервий Мавр Гонорат). Известен в 380-е годы.
  - Комментарий к «Георгикам» Вергилия.
  - Комментарий к «Энеиде» Вергилия.
  - Комментарий к Элию Донату.
- Харисий (Флавий Сосипатр Харисий). Вторая половина IV века, Константинополь. +
  - «Наука грамматики» (сохранилась не полностью, из 5 книг полностью книги 2 и 3 и частично книги 1 и 4).
- Элий Донат. 350-е годы.
  - «Наука грамматики» (Ars donati) в 4 книгах.
  - Комментарии к пьесам Теренция (не сохранился только комментарий к «Самоистязателю»[27]).
  - Жизнеописание Вергилия и посвящение к «Эклогам».

Трактаты, приписанные более ранним авторам:
- Псевдо-Басс.
  - (De metris Horatii)
  - (De pedibus et de compositionibus).
- Псевдо-Проб. Подложный под его именем трактаты:
  - Комментарии к «Буколикам» и «Георгикам» Вергилия.
  - Комментарий к Персию с введением о жизни поэта.
  - (De ultimis syllabis).
  - «Об именах» (De nominae).
  - (De catholicis).
  - (Instituta artium)
- Псевдо-Скавр. «О порядке частей речи» (De ordinatione partium orationis).

Анонимные тексты
- О различиях между именами и глаголами (De nominum verborumque differentiis), ранее приписывалось Фронтону

#### Медицина
- Вегеций, Публий. Конец IV — начало V века.[28]
  - Сочинение о ветеринарном искусстве (Digestorum artis mulomedicinae libri) в 4 книгах.
- Кассий Феликс. Середина V века, Африка.
- Марцелл Эмпирик, Гней. Конец IV века, современник Феодосия, из Бурдигалы.
  - «О лекарствах» (De medicamentis).
- Пелагоний. IV век.
  - Сочинение о ветеринарии, источник Вегеция.
- С. Плацит. V век.
  - «De medicamentis ex animalibus».
- Теодор Присциан. Около 400 года.
  - «Euporista».
- Целий Аврелиан из Сикки (Нумидийский). Около 440. Переводчик Сорана. Сохранилось 8 книг.
  - «О хронических болезнях» (5 книг).
  - «Об острых болезнях» (3 книги).
- Аноним. «Медицина Плиния» (вероятно, начало IV века). Извлечение из Плиния Старшего по фармацевтике (около 1100 рецептов).
- Кроме того, в IV—V веках был переведен ряд медицинских трудов с греческого: Гиппократа, Галена, Диоскорида, Орибасия).

А также:
- «Alcestis Barcinonensis» (Барселонская «Алкестида»). Мифологическая эпика неизвестной эпохи гекзаметрами[29].
- Паломничество Эгерии. Конец IV века.